# 1701 en science
| Années de la science : 1698 - 1699 - 1700 - 1701 - 1702 - 1703 - 1704    |
| Décennies de la science : 1670 - 1680 - 1690 - 1700 - 1710 - 1720 - 1730 |

Cet article présente les faits marquants de l'année 1701 en science.

## Événements
- 14 janvier : décret de fondation d'une école d'État de mathématiques et de navigation à Moscou, première école laïque en Russie[1].
- 5 février : le terme « acoustique » est prononcé pour la première fois par Joseph Sauveur lors d'une conférence à l'Académie royale des sciences de Paris[2].
- 28 mai : Isaac Newton décrit devant la Royal Society une échelle comparative des températures. Il utilise un thermomètre à l'huile de lin pour ses mesures. Son article est publié anonymement dans les Philosophical Transactions  sous le titre de Scala graduum caloris[3],[4].

- Le médecin grec Giacomo Pylarini (en) inocule à des enfants de Constantinople la variole, en espérant prévenir des formes plus sérieuses de cette maladie lorsque les enfants auront grandi; ainsi il devient le premier immunologiste[5].
- Le semoir mécanique  est inventé par Jethro Tull[6].

## Publications

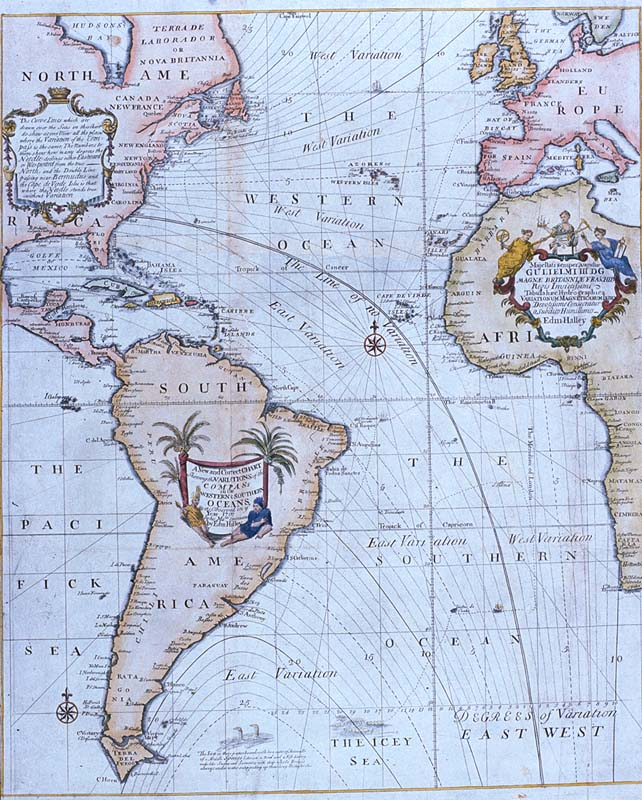
Carte d'Halley avec les courbes de niveau, éditée en 1702.

- Edmond Halley : General Chart of the Variation of the Compass, Londres. Première carte représentant les courbes de niveau du champ magnétique terrestre.
- Joseph Sauveur : Principes d'acoustique et de musique, ou système général des intervalles des sons, publié dans les Mémoires de l'Académie royale des sciences, Paris, 1701.
- Pierre Rémond de Montmort : Essai d’analyse sur les jeux de hasard'.
- Olof Rudbeck : Campus Elysii (première partie), livre de botanique.

## Naissances
- 8 janvier : Stanislas Solski (né en 1622), mathématicien, prêtre jésuite, architecte et écrivain polonais.
- 28 janvier : Charles Marie de La Condamine (mort en 1774), géographe français.
- 9 avril : Giambattista Nolli († 1756), architecte et cartographe italien, connu pour son grand plan de Rome (latin : Nuova Pianta di Roma), gravé et édité en 1748.
- 14 mai : William Emerson (mort en 1782), mathématicien anglais.
- 26 mai : Jean-Joseph Rallier des Ourmes (mort en 1771), mathématicien français.
- 27 juin : Paul-Jacques Malouin (mort en 1778), médecin et chimiste français.
- 25 octobre : Mario Guarnacci (mort en 1785), homme de lettres et archéologue et prélat italien.
- 27 novembre : Anders Celsius (mort en 1744), astronome, physicien, et mathématicien suédois.